# Noise
Noise (z ang. „szum, hałas”) – niejednoznaczny termin odnoszony do pewnych odmian muzyki elektronicznej oraz tworzonej z użyciem instrumentów analogowych, w tym stricte rockowej (zwykle w zestawieniach: noise rock, noise pop).
Podwaliny estetyki noise/industrial kładł Luigi Russolo, włoski futurysta, malarz i kompozytor muzyki bruitystycznej. Był autorem manifestu o tytule „Sztuka Hałasu” (L'arte dei rumori) (1913). Kontynuatorem jego koncepcji był Edgar Varèse. Postacie równie ważne to John Cage oraz Karlheinz Stockhausen.
W odniesieniu do współczesnej muzyki elektronicznej oznacza ekstremalnie hałaśliwą formę muzyki industrialnej, skoncentrowaną na wszelkiego rodzaju szumach, trzaskach, zgrzytach, piskach, nawałnicy przesterowanego dźwięku, a w warstwie przekazu często na fascynacji tematyką sadomasochizmu, samobójstw, ludobójstw, dewiacji, seryjnych morderców, systemów totalitarnych, aktów kanibalizmu, koprofilii itd. Choć nie jest to w żadnym razie warunek konieczny, wiele projektów ma charakter czysto eksperymentalny czy humorystyczny. W ramach noise’u można wyróżnić następujące podstyle: harsh noise, power noise, power electronics, ambient noise etc.